# Amphibalanus rhizophorae
Amphibalanus rhizophorae is een zeepokkensoort uit de familie van de Balanidae. De wetenschappelijke naam van de soort is voor het eerst geldig gepubliceerd in 1989 door Ren & Liu.